# 배낙호
배낙호(裵樂浩, 1958년 11월 10일~)는 대한민국의 정치인이다. 제42대 김천시장이다.
제4회 전국동시지방선거에서 무소속 김천시 라선거구에 출마해 당선되면서 초선 김천시의원이 되었다. 이후 치러진 2번의 지방선거에서 무투표 당선되면서 3선 시의원을 지냈다.
2020년 9월 10일, 김천 상무 FC의 대표이사로 취임했다.
2025년 김천시장 재보궐선거를 앞두고 국민의힘의 공천을 받아 출마했으며 51.86%의 득표율로 당선되었다.

## 학력
- 금릉국민학교 졸업
- 김천중앙중학교 졸업
- 김천중앙고등학교 졸업
- 대한유도학교 졸업
- 영남대학교 행정대학원 행정학 석사

## 경력
- 2001~2006 박팔용 경상북도 김천시장 정무비서
- 대한유도대학 총학생회장
- 새누리당 전국위원
- 김천시체육회 이사
- 민주평화통일자문회의 위원
- 2006.07~2018.06 제5~7대 경상북도 김천시의회 의원(민선 4·5·6기, 무소속→한나라당→새누리당→자유한국당, 3선)
  - 제5대 경상북도 김천시의회 후반기 자치행정위원회 간사
  - 제5대 경상북도 김천시의회 예산결산특별위원 / 운영위원
  - 2010.07~2012.06 제6대 경상북도 김천시의회 전반기 부의장
  - 2012.07~2014.06 제6대 경상북도 김천시의회 후반기 의장
  - 2016.07~2018.06 제7대 경상북도 김천시의회 후반기 의장
- 2021.01~2025.01 김천 상무 FC 대표이사
- 2025.04~ 제42대 경상북도 김천시장(민선 8기, 국민의힘, 초선)
- 2025.04~ 김천 상무 FC 구단주

## 역대 선거 결과
|  | 24.04% |

|  | 0% |

|  | 0% |

|  | 51.86% |